# 张龙海
张龙海（1929年10月—），江苏无锡人，生于上海，中华人民共和国政治人物、外交官。

## 生平
1988年，接替陈鲁直，担任中华人民共和国驻冰岛大使。1991年，由郑耀文接任。